# Nattapettai
Nattapettai è una suddivisione dell'India, classificata come census town, di 10.190 abitanti, situata nel distretto di Kanchipuram, nello stato federato del Tamil Nadu. In base al numero di abitanti la città rientra nella classe IV (da 10.000 a 19.999 persone).

## Geografia fisica
La città è situata a 12° 49' 51 N e 79° 44' 38 E.

## Società

### Evoluzione demografica
Al censimento del 2001 la popolazione di Nattapettai assommava a 10.190 persone, delle quali 5.178 maschi e 5.012 femmine. I bambini di età inferiore o uguale ai sei anni assommavano a 1.253, dei quali 639 maschi e 614 femmine. Infine, coloro che erano in grado di saper almeno leggere e scrivere erano 6.891, dei quali 3.897 maschi e 2.994 femmine.